# 알베르트 뎀첸코
알베르트 미하일로비치 뎀첸코(러시아어: Альбе́рт Миха́йлович Де́мченко, 1971년 11월 27일~)는 러시아의 루지 선수, 지도자이다. 올림픽에 7회 연속으로 참가했으며 2006년 동계 올림픽에서 남자 1인승 은메달을 획득했고 2014년 동계 올림픽에서 남자 1인승과 단체 계주 은메달을 획득했다. 또한 세계 선수권 대회에서 은메달 2개를 획득했고 유럽 선수권 대회에서 금메달 4개, 은메달 2개, 동메달 2개를 획득했으며 루지 월드컵에서 종합 우승 1회를 차지했다.

## 개인사
딸인 빅토리야 뎀첸코 또한 루지 선수이다.